# 亚历山大·亚历山德罗维奇·法捷耶夫
亚历山大·亚历山大罗维奇·法捷耶夫（俄語：Алекса́ндр Алекса́ндрович Фаде́ев；1901年12月24日—1956年5月13日），苏联作家、政治人物。以描绘俄国内战的《毁灭》和苏德战争中的地下抵抗运动的《青年近卫军》知名，曾长期担任俄罗斯无产阶级作家协会主席和苏联作家协会总书记。1956年5月13日在赫鲁晓夫的迫害和折磨中自杀身亡。

## 早年经历
法捷耶夫的父亲亚历山大·伊凡诺维奇·法捷耶夫是一名乡村教师，曾参加民意党人的革命活动，在流放地与一位助理医生结婚。夫妻被生活所迫，居无定所，1901年他们住在特维尔州的基姆雷时，生下了法捷耶夫。1905年后法捷耶夫的父亲脱离家庭专心革命活动。1907年格里伯·斯维德奇成了法捷耶夫的继父，第二年全家迁往远东地区，最后在滨海边疆州的丘古耶夫卡定居下来。
1912年-1918年法捷耶夫在离家较远的海参崴商业学院读书，平时住在当地的亲戚家，暑假时才回丘古耶夫卡。他的两个表哥都是布尔什维克，这使他接触到革命思想。1918年6月他化名“布雷加”参加了工人红十字会的地下活动，9月加入俄共（布）。1919年到1921年他参加了苏俄与日本干涉军的战斗。1921年参加全俄第十次党代表大会，之后参与了红军对喀琅施塔得要塞的进攻并再次负伤，伤愈之后复员，进入莫斯科矿业学院学习。

## 早期创作
在莫斯科矿业学院学习期间，法捷耶夫开始了自己的文学创作生涯。1922-1924年间他发表了中篇小说《泛滥》和《逆流》，在这两部作品中，他希望可以阐明共产党员在革命事业中的重要作用。1924年，法捷耶夫还没完成矿业学院的学习就被调离到高加索地区和边疆州作党的工作。这段时间他深入地接触了村镇居民、矿工和采油工人，积累了丰富的生活素材，于1925年开始创作小说《毁灭》。
《毁灭》的单行本于1927年出版，小说描写了1919年夏秋活动在远东滨海地区的一支一百五十人的红军游击队，在队长莱奋生的领导下同追击他们的高尔察克军队和日本干涉军浴血奋战。在面临全队毁灭的险境中，剩余的十九个人临危不惧，突出重围，迎接新的战斗。小说刻画了一批革命者的成长过程，和绥拉菲摩维奇的《铁流》、富曼诺夫的《恰巴耶夫》一起成为描绘俄罗斯内战时期的代表作品。

## 政治活动
1926年法捷耶夫被调到莫斯科，进入全俄无产阶级作家协会（简称“拉普”）的执行委员会。在“拉普”期间，他积极组织各种文学活动，发表文艺理论文章，号召作家把革命思想和文学创作结合起来。而他的文学良知和自身创作不可避免地受到政治活动的干扰，比如一方面他积极参与对帕斯捷尔纳克、扎米亚京和马雅可夫斯基等作家的批判，一方面又在自己主编的报刊上发表普拉东诺夫的讽刺官僚主义的作品。
1930年法捷耶夫开始写长篇小说《最后一个乌德盖人》。故事发生在远东的滨海地区。起始时间比《毁灭》早两个月，是1919年的春夏之间，描写面远比《毁灭》要广阔，不仅涉及了军事斗争，还包括南乌苏里边区的乌德盖人民在俄国内战和日本干涉时期方方面面的生活，以及他们在社会主义时期的转变。。他原计划写六部和一个尾声，到1932年他已经完成了两部，但各种政治活动对他写作的干扰越来越大，使得到逝世为止，也只写成了四部。
1932年斯大林突然解散了“拉普”，拉普的领导层在对斯大林的态度上发生了分歧。与有个性的“拉普”总书记阿维尔巴赫不同，法捷耶夫完全支持斯大林，得以继续担任苏联作家协会组织委员会委员。并在1932年8月的作协第一次大会上作关于社会主义现实主义创作方法的报告，其地位仅次于马克西姆·高尔基。高尔基去世后，法捷耶夫负责作家协会的日常工作。1939年他当选苏联作家协会书记，负责作协日常工作。同年成为苏共中央委员。这一段时间他遵照斯大林的指示，对很多作家如进行了批判，但同时也尽力帮助了布尔加科夫等作家。

## 战地特写与《青年近卫军》

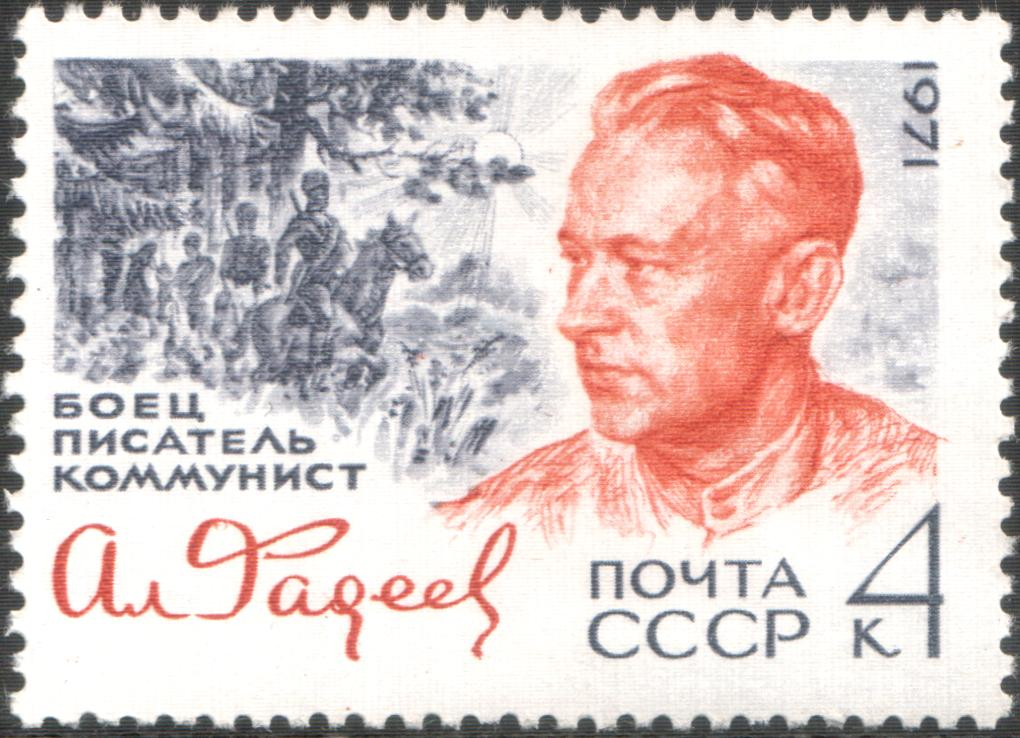
苏联1971年发行的纪念邮票

二战爆发后，法捷耶夫和肖洛霍夫、阿列克赛·托尔斯泰、列昂诺夫、爱伦堡等作家都以特写作者和特邀战地记者的身份奔赴前线。他曾两次前往被围困的列宁格勒，发表广播讲话，鼓舞人们树立克服困难、战胜敌人、发表了《以基洛夫之名》等战地特写，后收入战地特写集《封锁期间的列宁格勒》。
1944年1月-1945年12月他创作了长篇小说《青年近卫军》。小说取材于顿巴斯矿区小镇克拉斯诺顿的地下抵抗运动。1942年7月，德军占领了克拉斯诺顿不久，城里就出现了共青团员为核心的“青年近卫军”，使德军受到了重大的损失，后来由于叛徒出卖，大部分成员被德军处决。法捷耶夫进行了调查走访之后，写出了这部长篇小说，讴歌了被占领地区的青年战士的英勇。小说出版后受到各方欢迎，获得了斯大林文学奖。

## 战后的精神危机
1946年负责苏联意识形态的日丹诺夫作了批判左琴科和安娜·阿赫玛托娃的报告，两位作家失去了稿费，生计无着。法捷耶夫一面写文章拥护日丹诺夫的批判，一面让左琴科和艾赫玛托娃进行翻译工作，解决了他们的生计问题。1946起，法捷耶夫担任苏联作家协会总书记。1947年有人提出他的《青年近卫军》没有突出党对地下抵抗运动的领导，他不得不按照这一意见，罔顾事实对小说进行了全篇修改，到1951年才修改完成。
1949年法捷耶夫在乌克兰作家代表大会上作了《论苏联戏剧落后的某些原因》的发言，揭开了全文艺界批判“无爱国心的世界主义”的浪潮，致使大量知识分子，特别是犹太作家受到迫害。进入五十年代之后，法捷耶夫的精神危机加重，对斯大林和苏共在文学上的严密控制的不满在逐渐加强。1951年同年他接受马林科夫的委托，开始写一部颂扬西伯利亚科学家发明新冶金技术的小说《黑色冶金业》，两年之后他发现整个事件是伪造出来的，就停止了写作。
1953年斯大林死后，法捷耶夫给新的领导层写信，希望能见到最高领导人，并希望党在文艺政策上有所改变，但并没有任何回应。赫鲁晓夫上台后，全盘否定斯大林，法捷耶夫被撤销职务疗养。整个文学界开始把斯大林时期对作家的迫害归罪到他身上，赫鲁晓夫也对法捷耶夫不断进行政治迫害和诬蔑。情绪低落的法捷耶夫开始酗酒，1956年留下对文艺政策批判的绝命信后，不堪赫鲁晓夫的侮辱和折磨的法捷耶夫选择自杀，在绝命信中他写到：
文学——这新制度的最高产物——已被玷污、戕害、扼杀。暴发户们在以列宁学说宣誓时他们的自负就已背离伟大的列宁学说，令我对他们完全不信任，因为他们将比暴君斯大林更恶劣。后者还算有知识，而这些人不学无术。……作为作家我的生活失去任何意义，我极其愉快地摆脱这种生活，有如离开向我泼卑鄙、谎言和诽谤脏水的世间。”
在法捷耶夫遗体身边，帕斯捷尔纳克说道：“亚历山大·亚历山大罗维奇自己恢复了自己的名誉！……”尽管法捷耶夫在遗书中要求和自己的母亲葬在一起，但实际上他被葬于新圣母公墓。

## 著作列表
- 《毁灭》（1927，小说），1958年被改编成电影《父亲们的年轻时代》。1931年鲁迅将其译为中文[6]，对当时的革命青年有着鼓舞作用。法捷耶夫后曾在萧三的帮助下，把鲁迅的《阿Q正传》翻译为俄文。
- 《最后一个乌德盖人》（未完成）
- 《围困中的列宁格勒》战地特写集
- 《青年近卫军》（1945）修改版（1951），1946年叶水夫将其译为中文。中华人民共和国成立后，这部小说得到了广泛的传播。
- 《三十年间》（文学评论集）
- 《黑色冶金业》（未完成）